# مجسمه هاچیکو
مجسمه هاچیکو (انگلیسی: Statue of Hachikō) مجسمه آکیتا (سگ) هاچیکو سگ نژاد آکیتا که به خاطر وفاداری بی دریغش به صاحب فقیدش مشهور است و در خارج از ایستگاه شیبویا توکیو در ژاپن نصب شده‌است.

## تاریخ
در آوریل ۱۹۳۴، مجسمه ای برنزی بر اساس شباهت او توسط ترو آندو در ایستگاه شیبویا ساخته شد و خود هاچیکو در مراسم رونمایی از آن حضور داشت. مجسمه برای تلاش‌های جنگی در طول جنگ دوم جهانی بازیافت شد.
در سال ۱۹۴۸، انجمن بازآفرینی مجسمه هاچیکو تاکه‌شی آندو، پسر هنرمند اصلی را مأمور ساخت مجسمه دوم کرد. هنگامی که مجسمه جدید ساخته شد، مراسمی تقدیم شد. مجسمه جدید که در اوت ۱۹۴۸ ساخته شد، هنوز پابرجاست و یک مکان ملاقات محبوب است. ورودی ایستگاه در نزدیکی این مجسمه «هاچیکو-گوچی» به معنای «ورودی/خروجی هاچیکو» نام دارد و یکی از پنج خروجی ایستگاه شیبویا است.
ژاپن تایمز به عنوان یک شوخی اول آوریل را با خوانندگان این موضوع را پخش کرد و گزارش داد که مجسمه برنز کمی قبل از ساعت ۲:۰۰ بامداد ۱ آوریل ۲۰۰۷ توسط دزدان فلز به سرقت رفته‌است. این داستان نادرست روایت بسیار دقیقی از سرقت مفصل توسط مردانی با لباس‌های خاکی کارگران را روایت می‌کند که منطقه را با نوارهای ایمنی نارنجی محافظت می‌کردند و با برزنت‌های آبی رنگ سرقت را پنهان می‌کردند. در این شوخی گفته می‌شود این «جنایت» در دوربین‌های امنیتی ثبت شده‌است.
شهر اوداته، آکیتا در نظر داشت مجسمه را در حین بازسازی ایستگاه شیبویا قبل از بازی‌های المپیک تابستانی ۲۰۲۰ قرض بگیرد.

## بازخورد
ژاپن تایمز می‌گوید این مجسمه «شاید معروف‌ترین نمونه هنر عمومی ژاپن باشد». در سال ۲۰۱۹، سایت «فری مالزیا تودی» مجسمه را به عنوان «الزام بازدیدی» در هنگام سفر و حضور در توکیو توصیف کرد.